# Waldfisch
Waldfisch is een dorp in de Duitse gemeente Moorgrund in  Thüringen. De gemeente maakt deel uit van het Wartburgkreis. Waldfisch wordt voor het eerst genoemd in een oorkonde uit 1259. In 1994 fuseerde het dorp met Gumpelstadt en Witzelroda tot  Moorgrund.